# Collegebrug
De Collegebrug is een pyloonbrug voor voetgangers en fietsers met kenmerkende zigzagvorm in het centrum van de stad Kortrijk. De brug overspant de rivier de Leie en verbindt de Diksmuidekaai met de IJzerkaai. De slanke constructie is een technisch hoogstandje daar ze volledig opgehangen is aan de twee schuin geplaatste pylonen. Ze werd ontworpen door Laurent Ney in samenwerking met SUM Project. De brug dankt haar naam aan de nabijgelegen campus Kaai van het Guldensporencollege, waarvoor ze een fietsverbinding met het Buda-eiland biedt.
De brug werd in 2009 gebouwd. Het is een van de zeven bruggen die in Kortrijk tot stand kwamen in verband met de heraanleg van de historische Leieboorden.

## Technische details
De Collegebrug heeft een totale lengte van 203 meter en hangt aan twee masten. Door de steeds wisselende positie van de hoofdkabels die de brug dragen, ontstaat een brugdek met een variabele driehoekige sectie. Deze constructie werd vooraf met windtunnelproeven getest op stabiliteit.

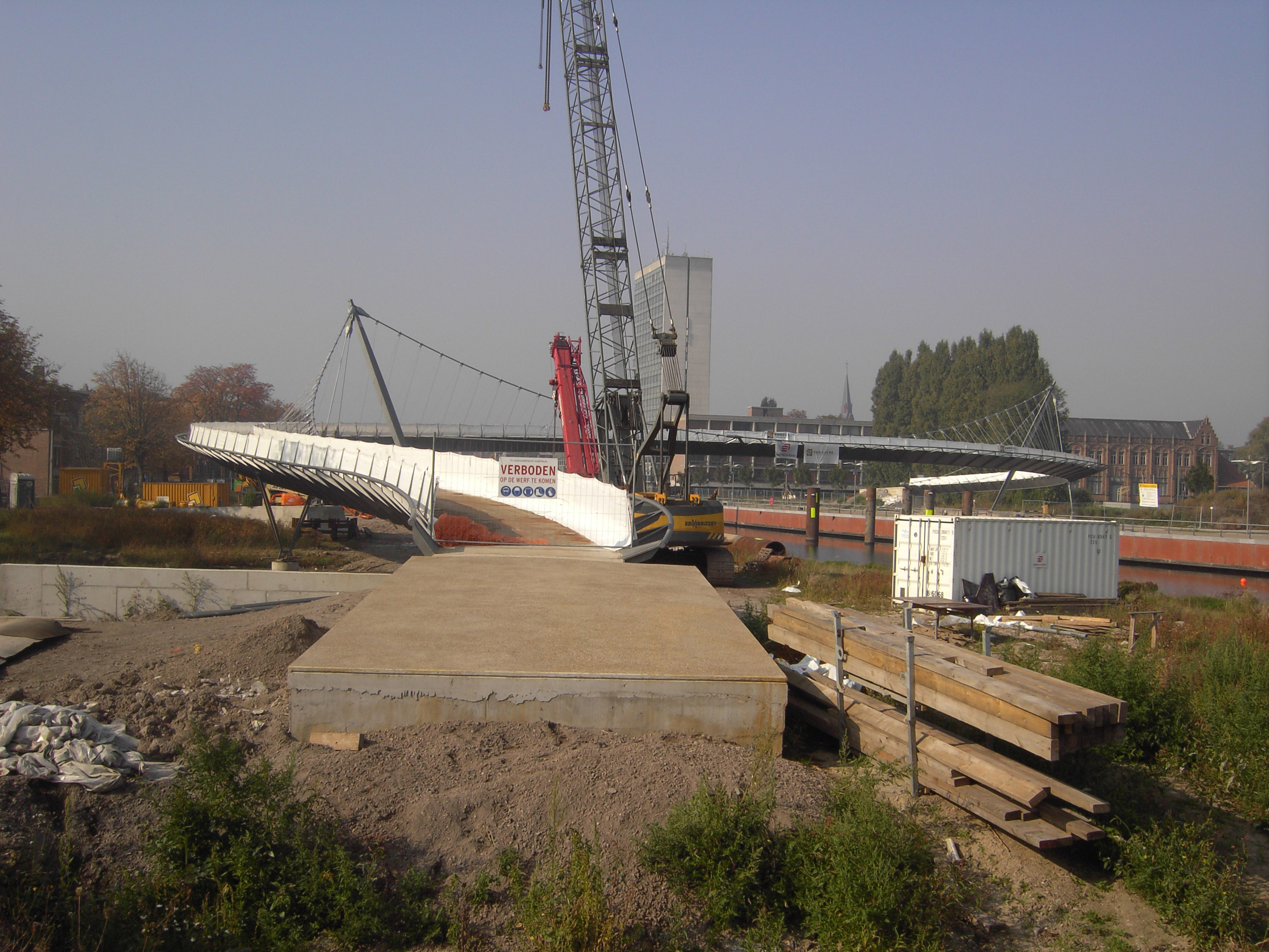
De Collegebrug over de Leie in wording

Broelbrug · Budabrug · Brug over Sluis 11 · Collegebrug · Dambrug · De Drie Duikers · Gentbrug · Gerechtshofbrug · Groeningebrug · Kalkovenbrug · Kasteelbrug · Leiebrug · Luipaardbrug · Noordbrug · Overzetwegbrug · Reepbrug · Ronde van Vlaanderenbrug · Spoorwegbrug Kanaal · Viaduct R8 (Harelbeke) · Viaduct R8 (Marke) · Viaduct R8 (Stasegem)